# Caterina I di Courtenay
Caterina I di Courtenay (25 novembre 1274 – Parigi, 11 ottobre 1307) è stata figlia di Filippo di Courtenay e Beatrice d'Angiò, figlia di Carlo I d'Angiò, re di Napoli.
Caterina ereditò il titolo di imperatore latino di Costantinopoli trasmettendolo al marito, Carlo di Valois, e poi alla figlia Caterina.
Nel 1301 a Saint-Cloud sposò Carlo di Valois, al quale dette quattro figli:
- Giovanni, conte di Chartres (1302-1308);
- Caterina II di Valois, Principessa di Acaia, imperatrice titolare di Costantinopoli, sposa di Filippo I d'Angiò, Principe di Taranto (1278-1332);
- Giovanna, che sposò nel 1318 Roberto III d'Artois (1278-1342);
- Isabella (1306-1349), badessa di Fontevrault.

## Ascendenza
|                                |                       |                                    | Genitori                  |  |  | Nonni |  |  | Bisnonni               |  |  | Trisnonni             |  |
|                                |                       |                                    |                           |  |  |       |  |  | Pietro II di Courtenay |  |  | Pietro I di Courtenay |  |
|                                |                       |                                    |                           |  |  |       |  |  | Pietro II di Courtenay |  |  | Pietro I di Courtenay |  |
|                                |                       | Elisabetta di Courtenay            |                           |  |  |       |  |  | Pietro II di Courtenay |  |  |                       |  |
| Baldovino II di Costantinopoli |                       |                                    |                           |  |  |       |  |  | Pietro II di Courtenay |  |  |                       |  |
|                                |                       | Iolanda di Fiandra                 | Baldovino V di Hainaut    |  |  |       |  |  |                        |  |  |                       |  |
|                                |                       | Iolanda di Fiandra                 | Baldovino V di Hainaut    |  |  |       |  |  |                        |  |  |                       |  |
|                                |                       | Iolanda di Fiandra                 | Margherita I di Fiandra   |  |  |       |  |  |                        |  |  |                       |  |
| Filippo di Courtenay           |                       | Iolanda di Fiandra                 |                           |  |  |       |  |  |                        |  |  |                       |  |
|                                |                       | Giovanni di Brienne                | Erardo II di Brienne      |  |  |       |  |  |                        |  |  |                       |  |
|                                |                       | Giovanni di Brienne                | Erardo II di Brienne      |  |  |       |  |  |                        |  |  |                       |  |
|                                |                       | Giovanni di Brienne                | Agnese di Montfaucon      |  |  |       |  |  |                        |  |  |                       |  |
| Maria di Brienne               |                       | Giovanni di Brienne                |                           |  |  |       |  |  |                        |  |  |                       |  |
|                                |                       | Berenguela di León                 | Alfonso IX di León        |  |  |       |  |  |                        |  |  |                       |  |
|                                |                       | Berenguela di León                 | Alfonso IX di León        |  |  |       |  |  |                        |  |  |                       |  |
|                                |                       | Berenguela di León                 | Berenguela di Castiglia   |  |  |       |  |  |                        |  |  |                       |  |
| Caterina I di Courtenay        |                       | Berenguela di León                 |                           |  |  |       |  |  |                        |  |  |                       |  |
|                                | Luigi VIII di Francia | Filippo II di Francia              |                           |  |  |       |  |  |                        |  |  |                       |  |
|                                | Luigi VIII di Francia | Filippo II di Francia              |                           |  |  |       |  |  |                        |  |  |                       |  |
|                                | Luigi VIII di Francia | Isabella di Hainaut                |                           |  |  |       |  |  |                        |  |  |                       |  |
| Carlo I d'Angiò                | Luigi VIII di Francia |                                    |                           |  |  |       |  |  |                        |  |  |                       |  |
|                                |                       | Bianca di Castiglia                | Alfonso VIII di Castiglia |  |  |       |  |  |                        |  |  |                       |  |
|                                |                       | Bianca di Castiglia                | Alfonso VIII di Castiglia |  |  |       |  |  |                        |  |  |                       |  |
|                                |                       | Bianca di Castiglia                | Eleonora d'Inghilterra    |  |  |       |  |  |                        |  |  |                       |  |
| Beatrice d'Angiò               |                       | Bianca di Castiglia                |                           |  |  |       |  |  |                        |  |  |                       |  |
|                                |                       | Raimondo Berengario IV di Provenza | Alfonso II di Provenza    |  |  |       |  |  |                        |  |  |                       |  |
|                                |                       | Raimondo Berengario IV di Provenza | Alfonso II di Provenza    |  |  |       |  |  |                        |  |  |                       |  |
|                                |                       | Raimondo Berengario IV di Provenza | Garsenda di Provenza      |  |  |       |  |  |                        |  |  |                       |  |
| Beatrice di Provenza           |                       | Raimondo Berengario IV di Provenza |                           |  |  |       |  |  |                        |  |  |                       |  |
|                                |                       | Beatrice di Savoia                 | Tommaso I di Savoia       |  |  |       |  |  |                        |  |  |                       |  |
|                                |                       | Beatrice di Savoia                 | Tommaso I di Savoia       |  |  |       |  |  |                        |  |  |                       |  |
|                                |                       | Beatrice di Savoia                 | Margherita di Ginevra     |  |  |       |  |  |                        |  |  |                       |  |
|                                |                       | Beatrice di Savoia                 |                           |  |  |       |  |  |                        |  |  |                       |  |